# Charles Rock
Charles Rock (30 de maio de 1866 – 12 de julho de 1919) foi um ator britânico. Ele nasceu como Arthur Charles Rock de Fabeck.

## Filmografia selecionada
- The Firm of Girdlestone (1915)
- The Prisoner of Zenda (1915)
- Rupert of Hentzau (1915)
- Beau Brocade (1916)
- The Morals of Weybury (1916)
- The Chinese Puzzle (1919)